# 스파이더 록

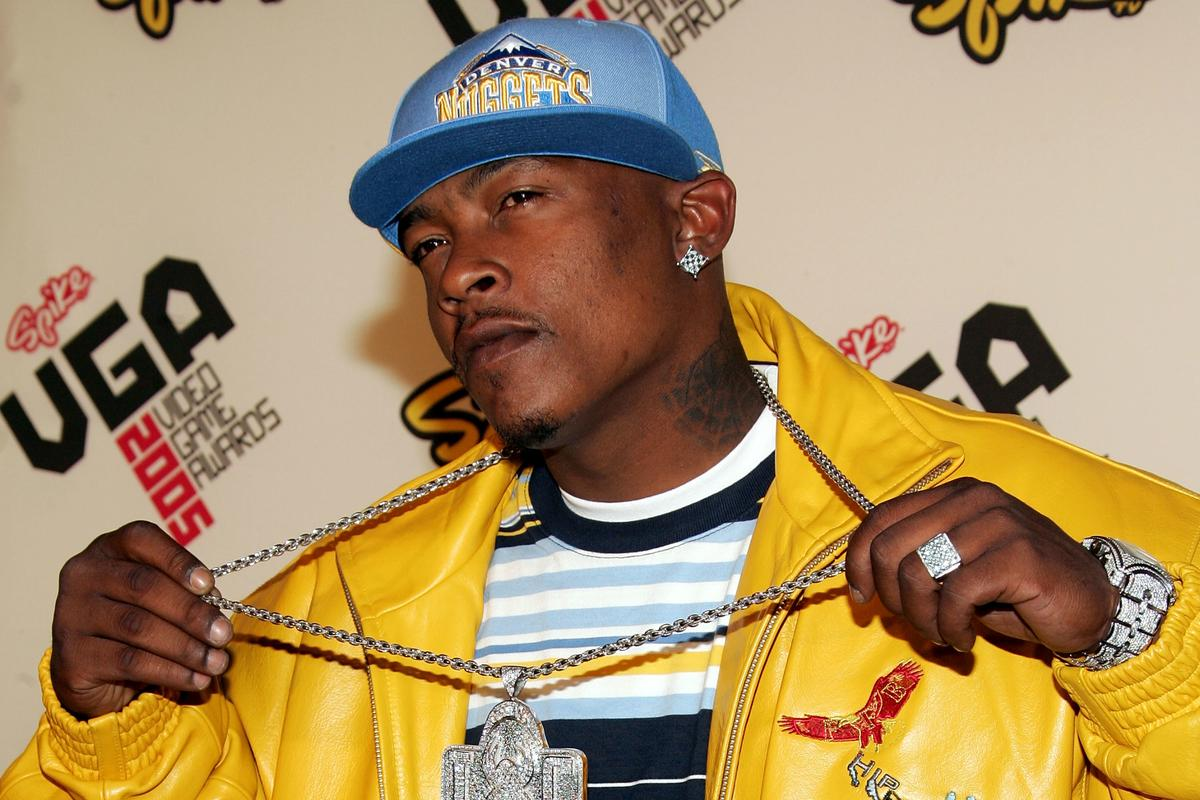

스파이더 록(Spider Loc, 본명: Curtis Norvell Williams, 1979년 2월 14일 ~ )은 미국의 래퍼이다. 지금은 G-Unit의 멤버이며 창단 멤버이다.

## 데뷔
그는 데스 로우 레코드의 사장인 Shuge Knight이 발굴해 냈다. 그러나 레코드와 계약을 거부하고 2004년 스파이더 록은 아틀란타에서 영 벅을 만나게 되었다. 그리하여 로스 엔 젤라스에서 50 Cent와 만나게 되며 정식 G-Unit 멤버가 되었다. 그는 여러 G-Unit 믹스테이프에 피처링을 맡았으며 뮤직비디오에서 잠깐 출연하기도 했다. 아직 정규앨범을 발표하진 않았다.